# 柳原資行
柳原資行（やなぎわら すけゆき、元和6年（1620年）12月16日 - 延宝7年（1679年）8月12日）は、江戸時代前期の公卿。

## 官歴
- 寛永3年（1626年）：左兵衛権佐、従五位上
- 寛永9年（1632年）：正五位下
- 寛永14年（1637年）：権右少弁
- 寛永16年（1639年）：蔵人、正五位上
- 寛永18年（1641年）：右少弁
- 寛永19年（1642年）：左少弁
- 寛永20年（1643年）：右中弁、従四位上
- 寛永21年（1644年）：正四位下、蔵人頭、左中弁
- 正保2年（1645年）：正四位上、右大弁
- 正保4年（1647年）：左大弁、参議
- 慶安元年（1648年）：従三位
- 承応元年（1652年）：正三位、踏歌外弁
- 承応3年（1654年）：権中納言
- 明暦2年（1656年）：従二位
- 明暦3年（1657年）：権大納言
- 万治2年（1659年）：神宮伝奏
- 寛文元年（1661年）：正二位
- 延宝2年（1674年）：賀茂伝奏
- 延宝7年（1679年）：従一位

## 系譜
- 父：柳原茂光
- 子：柳原方光
- 子：柳原資廉
- 子：三室戸誠光